# Casa dos Vinte e Quatro

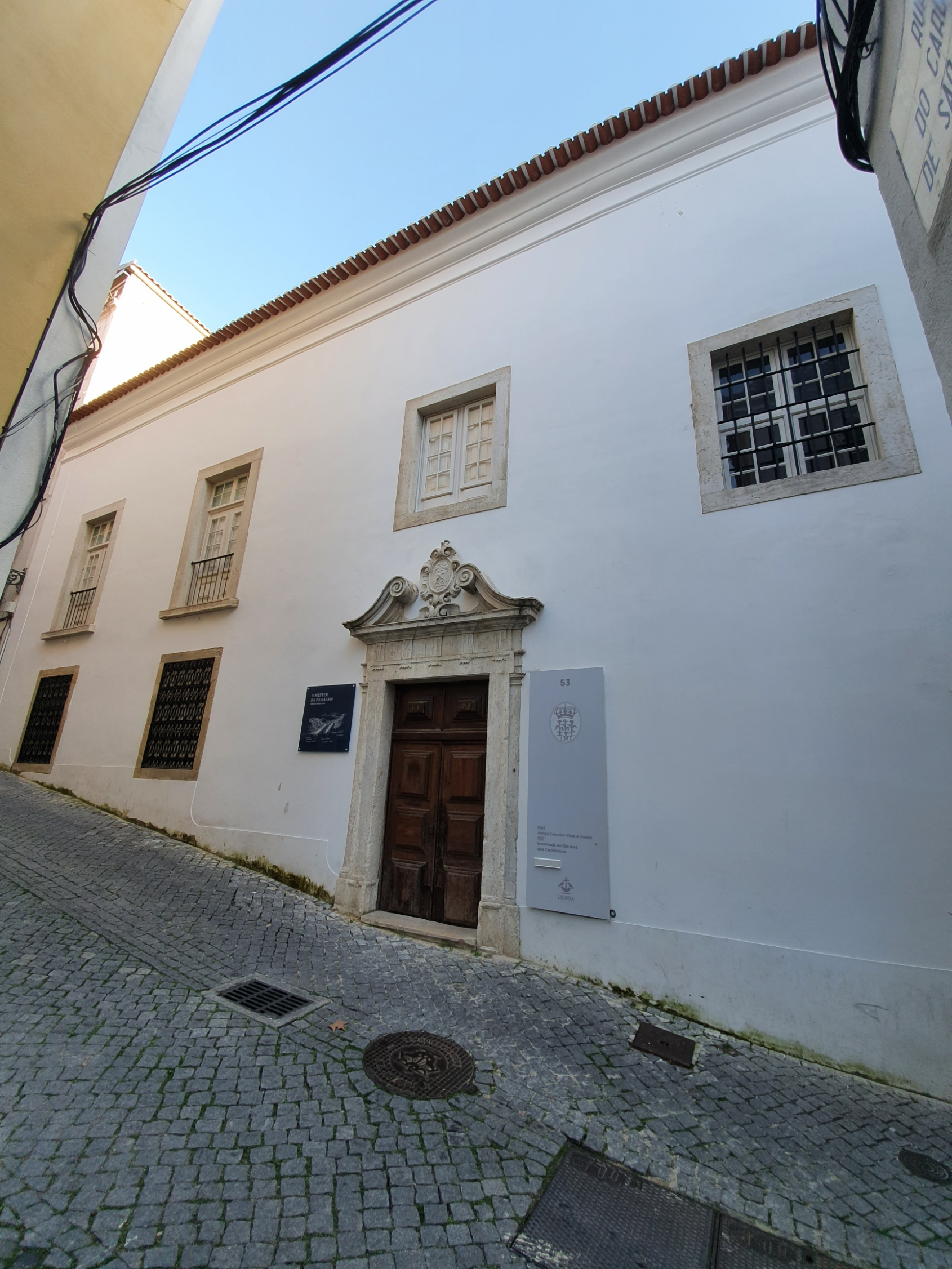
Antiga Casa dos Vinte e Quatro na Rua da Fé, em Lisboa

A Casa dos Vinte e Quatro constituía um órgão deliberativo da administração municipal de Lisboa — e, mais tarde, de outras cidades do Reino de Portugal e do Império Português — composto por representantes das corporações de ofícios ou guildas.
Foi extinta em sequência da entrada do liberalismo e da monarquia constitucional.

## História
A Casa dos Vinte e Quatro de Lisboa foi criada a 16 de dezembro de 1383, por D. João, Mestre de Avis e Regedor e Defensor do Reino (futuro Rei D. João I), com o objetivo de permitir que os mesteirais participassem no governo da cidade. A sua criação vem no seguimento do apoio dado pelos mesteirais a D. João na Crise de 1383-1385.
A Casa dos Vinte e quatro funcionava como uma assembleia municipal com poder deliberativo. Todas as medidas municipais a serem postas em prática tinham que ser por ela votadas e aprovadas por maioria. Era composta por dois representantes de cada uma dos 12 grémios ou corporações de ofícios da cidade (conhecidas por "bandeiras"), os quais eram coletivamente conhecidos pelos "Vinte e Quatro". Cada bandeira era designada pelo respetivo santo padroeiro e incluía um ofício de cabeça, bem como outros ofícios anexos.
As reuniões dos Vinte e Quatro realizavam-se inicialmente na Igreja de S. Domingos. Os Vinte e Quatro elegiam um juiz do povo (que presidia à Casa), juízes de paz, procuradores e outros magistrados.
Posteriormente, foram criadas casas dos vinte e quatro em outras cidades de Portugal e do Ultramar Português. Em algumas cidades e vilas menores, eram compostas apenas por 12 representantes de ofícios, adoptando a designação de "casas dos doze".
Na sequência da implantação do regime liberal em Portugal, as casas dos vinte e quatro foram extintas pelo Decreto de 7 de maio de 1834.

## Bandeiras e ofícios
O número de bandeiras e de ofícios representados nas casas dos vinte e quatro e casas dos doze foi variando ao longo dos tempos.

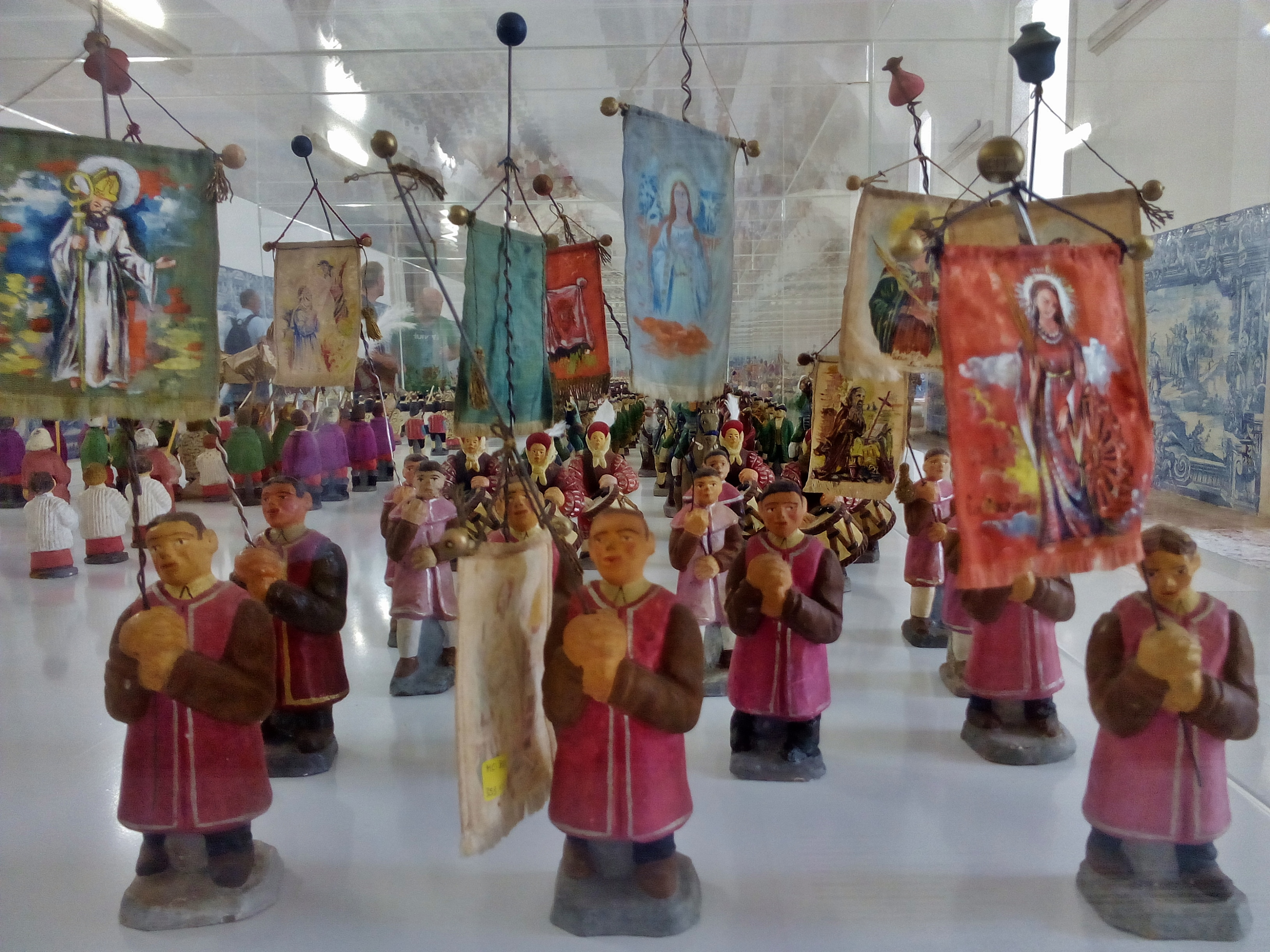
Representação da Casa dos Vinte e Quatro na procissão do Corpo de Deus, em figuras de Diamantino Tojal (acervo do Museu de Lisboa)

Pela Nova Regulação da Casa dos Vinte e Quatro de Lisboa de 1771, a mesma ficou constituída pelas seguintes bandeiras e respetivos ofícios de cabeça e ofícios anexos, representadas na grande e importante Procissão do Corpo de Deus:
1. S. Jorge - Cabeça: barbeiros de barbear e barbeiros de guarnecer espadas. Anexos: ferradores, bate-folhas, ferreiros, fundidores de cobre, douradores, serralheiros, cutileiros e espingardeiros;
2. S. Miguel - Cabeça: livreiros. Anexos: serigueiros de agulha, luveiros, serigueiros de chapéus, conteiros, pentieiros, fabricantes de fitas e galões e latoeiros de fundição (os últimos dois perteciam antes à Bandeira de S. Jorge e substituiram o ofício de sombreireiro);
3. S. Crispim - Cabeça: sapateiros e curtidores. Anexos: surradores e odreiros;
4. Nossa Senhora da Conceição - Cabeça: correeiros. Anexos: seleiros e freeiros (pertenciam antes à Bandeira de S. Jorge);
5. Nossa Senhora das Mercês - Cabeça: pasteleiros. Anexos: latoeiros de folha branca, latoeiros de folha amarela e torneiros;
6. S. José - Cabeça: pedreiros e carpinteiros de casas. Anexos: canteiros, ladrilheiros e violeiros;
7. S. Gonçalo - Cabeça: tosadores. Anexos: tintureiros, tecelões e esteireiros;
8. Nossa Senhora da Oliveira - Cabeça: confeiteiros. Anexos: carpinteiros de carruagens e picheleiros;
9. Nossa Senhora das Candeias - Cabeça: alfaiates. Anexos: algibebes e bainheiros.
10. Nossa Senhora da Encarnação - Cabeça: carpinteiros de móveis. Anexos: entalhadores e coronheiros.

Para lá dos ofícios integrados em bandeiras, também enviavam representantes à Casa dos Vinte e Quatro os tanoeiros, os cerieiros, os ourives de ouro e lapidários, os ourives de prata e lavrantes, os oleiros e sombreireiros, os cordoeiros de linho, os cordoeiros de esparto e piaçá e os esparteiros.